# Armorial des communes de la Moselle

Blason de Moselle

L'armorial des communes de Moselle, en raison de sa taille est subdivisé en deux pages :
- Armorial des communes de la Moselle (A - K)
- Armorial des communes de la Moselle (L - Z)